# Paul Andreu
Paul Andreu sinh ngày 10 tháng 7 năm 1938 và mất ngày 11 tháng 10 năm 2018 (80 tuổi), là một kiến trúc sư người Pháp. Ông là người đã thiết kế Nhà hát lớn quốc gia Trung Quốc tại Bắc Kinh, một công trình được xây trong loạt công trình phục vụ Thế vận hội Bắc Kinh 2008. Ông cũng là kiến trúc sư nổi tiếng đã thiết kế nhiều sân bay trên khắp thế giới như: Sân bay quốc tế Ninoy Aquino (Manila), Sân bay quốc tế Soekarno-Hatta (Jakarta), Sân bay quốc tế Abu Dhabi, Sân bay quốc tế Dubai, Sân bay quốc tế Cairo, Sân bay quốc tế Brunei, Sân bay quốc tế Charles de Gaulle (Paris) và Sân bay quốc tế Paris - Orly).